# Nupserha rufobasipennis
Nupserha rufobasipennis är en skalbaggsart som beskrevs av Stefan von Breuning 1949. Nupserha rufobasipennis ingår i släktet Nupserha och familjen långhorningar. Inga underarter finns listade i Catalogue of Life.